# 王青林
王青林（1926年1月—2005年4月20日），男，直隶（今河北）临城人，中华人民共和国政治人物，曾任第七、八届全国政协委员。